# Provincia de Jiwaka
Jiwaka es una de las veintidós provincias de Papúa Nueva Guinea.

## Población y geografía
La provincia abarca una extensión territorial de 4.800 kilómetros cuadrados. Su población, según cifras del año 2010, asciende a 341.928 habitantes. La densidad poblacional es de setenta y un habitantes por kilómetro cuadrado. Su capital es la ciudad de Minj.

## Historia
La provincia de Jiwaka se convirtió en una nueva provincia del país el 17 de mayo de 2012, separándose de la provincia de Tierras Altas Occidentales.